# Урочище Ярове
Урочище Ярове — ботанічна пам’ятка природи місцевого значення, розташована в межах села Бобриця Бучанського району Київської області. Об'єкт природно-заповідного фонду оголошений рішенням Київської обласної ради «Про оголошення нововиявлених територій та об'єктів природно-заповідного фонду місцевого значення на території Київської області» №097-05-VIII від 9 вересня 2021 року. Урочище перебуває у державній власності та віднесене до лісового фонду — квартал 72, виділ 1 Приміського лісництва ДП «Київське лісове господарство».

## Опис
Територія пам’ятки природи належить до Лісостепової вологої теплої зони, Дністровсько-Дніпровського лісостепового краю, Північно-придніпровської височинної області. Розташована у колишній заплаві Дніпра, де переважає низинний рельєф із поодинокими пагорбами льодовикового походження.
Пам’ятка займає вузьку підковоподібну ділянку соснових та мішаних лісів уздовж яру, оточену забудовою та лісами. Насадження сосни мають вік 45–65 років. У першому ярусі переважає сосна. У другому ярусі — клен татарський, ясен, береза, горобина. Підлісок представлений бузиною, крушиною ламкою, жостером проносним. У трав’яному ярусі ростуть зірочник шорстколистий, копитняк європейський, конвалія травнева, перстач білий, чаполоч пахуча, жовтець отруйний, валер’яна звичайна, суниця лісова, деревій, вороняче око, дзвоники скупчені, гвоздика борбаша, гвоздика дельтовидна, хамерій вузьколистий, звіробій продірявлений, фіалка трикольорова, нечуйвітер волохатенький, берізка польова, зіновать руська.

## Екологічне значення
Урочище Ярове входить до складу Дніпровського екологічного коридору — головного міграційного шляху птахів у Європі. Територія відіграє важливу роль для дрібних лісових птахів, які мігрують, перелітаючи з дерева на дерево, обминаючи урбанізовані райони Києва. За висновками Відділу моніторингу та охорони тваринного світу Інституту зоології ім. І. І. Шмальгаузена НАН України, урочище є частиною «обхідного шляху» для птахів і тварин, що мігрують навколо міста Києва.

## Охоронний режим
На території пам’ятки природи заборонено:
- вирубку лісу та пошкодження дерев;
- будівництво та інше втручання в природне середовище;
- полювання та дії, що шкодять екосистемі.

## Загрози
У 2023 році зафіксовано незаконну вирубку дерев і спроби забудови котеджами. Київський еколого-культурний центр повідомив про захоплення 10 земельних ділянок на межі та в центрі пам’ятки. Зокрема, на одній із ділянок знищено ліс площею 25 соток.